# Мокоа
Моко́а (ісп. Mocoa) — місто й муніципалітет у південно-західній частині Колумбії, адміністративний центр департаменту Путумайо.

## Географія
Місто розташовано в північно-західній частині департаменту, у передгір'ях хребта Центральна Кордильєра, на правому березі однойменної річки (права приток річки Жапура). За 465 кілометрів на північний схід розташована столиця країни, місто Богота.

## Демографія
Динаміка чисельності населення міста за роками:
| 35,755                                 | 36,287 | 36,809 | 37,354 | 37,948 | 38,564 | 39,207 | 39,867 |
| В період з 2005 по 2012 рік (тис. ос.) |        |        |        |        |        |        |        |